# Manassès de Pas, markis de Feuquières
Manassès de Pas, markis de Feuquières, född 1 juni 1590, död 13 mars 1640, var en fransk militär och diplomat. Han var far till Isaac de Pas, markis de Feuquières.
Feuquières blev 1629 generalmajor och sändes 1633 som franskt sändebud till Tyskland. Han skulle hör söka stärka ständernas motstånd mot kejsaren och öka Frankrikes och minska Sveriges inflytande utan att dock stöta sig med sin oumbärliga bundsförvant. Med stor skicklighet om ej med fullständig framgång fullgjorde Feuquières sitt uppdrag. 1637 blev han generallöjtnant och deltog därpå i fälttågen vid Rhen, men blev 1639 besegrad  av Ottavio Piccolomini i slaget vid Thionville där han blev fången men kort därpå avled av de skador han fått under slaget.